# Type 91 (obice)
L'obice da 10 cm Type 91 (九一式十糎榴弾砲?, Kyūisshiki Jissenchi Ryudanho) era un obice da 105 mm usato dall'Esercito imperiale giapponese durante la seconda guerra sino-giapponese e la seconda guerra mondiale. Il nome era dovuto all'anno di adozione da parte dell'Esercito imperiale, anno imperiale 2591, corrispondente al 1931 del calendario gregoriano.

## Storia

### Sviluppo e produzione
L'obice da 150 mm Type 38 aveva un'impostazione tradizionale per l'epoca, largamente basata sul contemporaneo francese Schneider 105 mm Mle. 1913, ordinato alla fine degli anni venti dall'ufficio tecnico dell'Esercito giapponese per valutazioni. Il pezzo era inteso come il complemento e come ideale sostituto dell'obsoleto Type 38, in servizio dai tempi della guerra russo-giapponese. A partire dal 1931 vennero prodotte più di un migliaio di unità.

### Impiego operativo
Il Type 91 venne largamente usato dalle unità di prima linea dai tempi dell'invasione giapponese della Manciuria alle guerre di confine sovietico-giapponesi, dalla seconda guerra sino-giapponese ai vari fronti della guerra del Pacifico. Il pezzo era normalmente assegnato ai reggimenti di artiglieria da campagna, insieme ai cannoni campali da 75 mm.
Le armi catturate dai cinesi durante la seconda guerra sino-giapponese o abbandonate in Cina dopo la resa del Giappone furono immesse in servizio sia dall'Esercito nazionalista del Kuomintang che dall'Esercito Popolare di Liberazione dei comunisti cinesi, durante la guerra civile cinese.

## Tecnica
Nonostante il progetto moderno, l'arma appariva estremamente grezza rispetto agli standard statunitensi o europei. Il pezzo era più leggero e piccolo rispetto ai pari calibro americani e tedeschi, pesando addirittura meno dei pezzi da 75 mm in servizio in Europa durante la Grande Guerra. Nonostante la leggerezza e l'aspetto poco rifinito, il Type 91 era capace di lanciare una granata da 15,7 kg ad una distanza quasi pari rispetto ai ben più pesanti e tecnicamente superiori obici da 10,5 cm tedeschi.
L'affusto a code divaricabili era dotato di vomeri mobili. La caratteristica, che culla si prolungava quasi fino alla volata della canna, accoglieva il sistema di rinculo idropneumatico. L'otturatore era di tipo a vite interrotta. Il trasporto era effettuato da un tiro di 3 pariglie di cavalli.

## Varianti
I primi modelli di Type 91 vennero realizzati con ruote in legno, adatte al traino animale. Successivamente il pezzo venne prodotto con ruote metalliche pneumatiche, ottimizzate per il traino meccanico, a fronte di un incremento di peso di 250 kg.

## Munizionamento
L'obice lanciava la sua granata ad alto esplosivo ad una gittata massima di oltre 10.500 m; erano inoltre disponibili proietti a caricamento chimico, perforanti e shrapnel. Il sistema di nomenclatura giapponese delle cariche di lancio era inusuale, invertito rispetto a quello americano, britannico, tedesco, francese e italiano:
- carica 1: 10.764 m
- carica 2: 7.774 m
- carica 3: 5.781 m
- carica 4: 4.684 m